# (489603) Kurtschreckling
(489603) Kurtschreckling est un astéroïde de la ceinture principale.

## Description
(489603) Kurtschreckling est un astéroïde de la ceinture principale. Il fut découvert le 13 octobre 2007 à Gaisberg par Richard Gierlinger. Il présente une orbite caractérisée par un demi-grand axe de 2,87 UA, une excentricité de 0,21 et une inclinaison de 1,1° par rapport à l'écliptique.